# テレビが来た日
「テレビが来た日/モンスターウェーブ」（テレビがきたひ-）は、日本のアイドルグループ・ピンク・レディーの解散後、再結成（5度目の結成）時に発表された通算25枚目のシングルにしてピンク・レディー初にして唯一のフィジカル・両A面シングルである。2003年5月2日にテイチクエンタテインメントより発売された。

## 解説
- NHK『みんなのうた』にて放送された曲である。
- このCDは同時収録の「モンスターウェーブ」と合わせて両A面仕様になっているが、「テレビが来た日」のみで紹介されることが多い。「モンスターウェーブ」のほうは今のところステージ等で歌唱されたことがない。
- 2003年 - 2005年から期間限定で行われたメモリアルコンサートのVol.1にてオープニング曲として披露された。振り付けは特に付いていない。
- 2013年12月25日に日本コロムビアから発売されたオムニバスアルバム『こどもへの阿久悠 〜かつてこどもだったあなたへ、そしてそのこどもたちへ〜』に「テレビが来た日」が収録された。

## 収録曲
1. テレビが来た日（歌入り）
  - 作詞：阿久悠/作曲・編曲：都倉俊一
2. テレビが来た日（オリジナル･カラオケ）
3. テレビが来た日（一般用メロ入りカラオケ）
4. モンスターウェーブ（歌入り）
  - 作詞：阿久悠/作曲・編曲：都倉俊一
5. モンスターウェーブ（オリジナル･カラオケ）
6. モンスターウェーブ（一般用メロ入りカラオケ）

## 収録アルバム
- こどもへの阿久悠 〜かつてこどもだったあなたへ、そしてそのこどもたちへ〜（DISC-1・#20）